# Tûranor PlanetSolar
Die Tûranor PlanetSolar (Arbeitsname vor der Taufe PlanetSolar) ist ein am 25. Februar 2010 offiziell enthüllter und am 31. März 2010 getaufter Katamaran, der ausschließlich mit Sonnenenergie angetrieben wird. Aus diesem Grund besteht das gesamte Deck aus Solarmodulen. Es ist derzeit das weltweit größte von Solarenergie angetriebene Wasserfahrzeug.

## Geschichte
Die Geschichte des Schiffes geht auf das Jahr 2004 zurück. Damals hatte sich der Schweizer Rettungssanitäter Raphaël Domjan vorgenommen, als erster Mensch mit einem Solarboot die Welt zu umrunden. Zusammen mit seinem Partner, dem französischen Politiker und Navigator Gérard d’Aboville entwickelte er die ersten Ideen zu diesem Projekt. D’Aboville hatte bereits in den 1980er und 1990er Jahren als erster Mensch allein den Atlantik und dann den Pazifik mit einem Ruderboot überquert. Die beiden planten zunächst ein kleines Schiff für zwei Personen bauen zu lassen. Dann erfuhr der Darmstädter Unternehmer und Wella-Erbe Immo Ströher durch einen Pressebericht von dem Projekt. Er überzeugte Domjan und d’Aboville davon, ein größeres Boot zu bauen. Auch plante er eine professionelle Kommunikationsstrategie und ein Nachnutzungskonzept ein.
Das Projekt, dessen Gesamtkosten bei rund 15 Millionen Euro liegen sollen, wurde zum Großteil finanziert durch Immo Ströher und seine Schweizer Holding Rivendell, die vornehmlich in Technologien im Bereich der Erneuerbaren Energien, des Recyclings und des Umweltschutzes investiert.
Ströher hatte in Deutschland als einer der ersten Unternehmer die Solarenergie unternehmerisch gefördert. So wurden unter anderem die Gründungen der Firmen Solon, Q-Cells, Younicos und Grundgrün durch seine Unterstützung möglich.
Das futuristische Design mit einem Haupt- und zwei Nebenrümpfen stammt vom neuseeländischen Konstrukteur Craig Loomes, vom Unternehmen LomOcean Design aus Neuseeland.

### Kiellegung war Anfang 2009
Der Bau der Tûranor PlanetSolar oblag dem Kieler Generalunternehmer Knierim Yachtbau. Kiellegung war Anfang 2009. Hauptrumpf und Seitenteile mussten in der eigens dafür angemieteten Halle 11 der Kieler Howaldtswerke-Deutsche Werft GmbH (HDW) zusammengebaut werden, weil sie für Knierim zu groß waren. Am 31. März 2010 wurde der Katamaran auf den Namen Tûranor PlanetSolar getauft und in die Kieler Förde zu Wasser gelassen. Ursprünglich waren der Stapellauf und die Jungfernfahrt für Januar geplant. Die Baukosten betrugen etwa 12,5 Millionen Euro.
Die von den Gaia Akkumulatorenwerken gefertigten Lithium-Ionen-Akkumulatoren sind Teil eines Entwicklungsplanes der Howaldtswerke-Deutsche Werft für Energiespeicher und sollen zukünftig auch an Bord von nicht-nuklearen U-Booten eingesetzt werden.
Das Boot wurde im Mai 2010 beim 821. Hamburger Hafengeburtstag der Öffentlichkeit vorgestellt.

### 2015 umbenannt inRace for Water
Das Schiff ist seit 2015 im Besitz der Schweizer Stiftung Race for Water, die sich dem Schutz des Wassers verschrieben hat. Es wurde umgebaut und in Race for Water umbenannt. Bei den Umbaumaßnahmen kamen ein Elektrolysegerät, 25 Druckflaschen, ein Verdichter und ein Zugdrachen von Skysails mit einer Fläche von 40 Quadratmetern an Bord. Skysails hat diesen Zugdrachen der neuen Generation mit einer Fläche von 40 m² entwickelt, der bis zu 150 m hoch betrieben wird. Aufgrund der Höhe auf dem Meer entspricht das einem Segel von ca. 500 m² und 200 kW Antrieb. Damit kann die Autarkie verbessert und unter idealen Bedingungen die Geschwindigkeit des Schiffes verdoppelt werden.
Mit dem Solarstrom wird Wasser durch Elektrolyse zu Wasserstoff gewandelt, der in den Druckflaschen gespeichert wird. Die 25 Flaschen speichern bis zu 200 kg Wasserstoff bei 350 bar, der in mehr als 2.600 kWh Energie umgewandelt wird. Das entspricht fast dem Vierfachen der in den Akkus enthaltenen Energie von 754 kWh.

### Ab 2021:Porrima
Das Schiff gehört nun dem Unternehmen Blue Innovations unter dem Vorsitz von Gunter Pauli und wurde 2021 in Porrima umbenannt, nach Porrima, der römischen Göttin, die als Symbol der Zukunft und Beschützerin von schwangeren Frauen gilt.
Im August 2022 strandete das Schiff nach einem Sturm an der Küste Indiens südlich von Mumbai, wurde einige Tage später freigeschleppt, befindet sich aber Anfang 2023 in Schwierigkeiten aufgrund technischer Probleme.

## Beschreibung
Bei der Katamaran-Konstruktion handelt es sich um einen sogenannten Wave-Piercer – die beiden Rümpfe überfahren nicht die Wellen, sondern durchschneiden sie. Der Schiffskörper hat eine Länge von 31 Metern, eine Breite von 15 Metern und verdrängt etwa 95 Tonnen. Mit Ausnahme einer kleinen Brücke besteht fast das gesamte Deck aus Solarmodulen. Dazu kommen noch ausfahrbare Solarpaneele, die über Seilzüge steuerbord und backbord sowie am Heck hydraulisch ausgefahren werden; dadurch vergrößern sich Länge und Breite auf 35 bzw. 23 Meter. Insgesamt wird so eine Gesamtkollektorfläche von 512 m² erreicht, bestehend aus 825 Solarmodulen mit 29.124 Photovoltaikzellen. Die Gesamtleistung der Photovoltaikanlage beträgt 93,5 kW.
Die Besonderheit des Schiffes ist der Antrieb. Der Katamaran wird von vier Elektromotoren angetrieben, die auf zwei Antriebswellen wirken. Die Antriebsenergie wird ausschließlich über die Solarmodule gewonnen. Nachts werden die Motoren von Lithium-Ionen-Akkumulatoren gespeist, die in den Schwimmern untergebracht sind. Die Akkus wiegen 11,7 Tonnen, speichern 1130 kWh und sind die größten ihrer Art. Andere Zusatzantriebe gab es nicht, 2015 ist der Zugdrachen von Skysails dazugekommen.
Ursprünglich war die Planetsolar mit zwei CFK-Propellern ausgestattet, die doppelt so groß wie übliche Propeller waren und mit geringer Drehzahl betrieben wurden. Sie waren als Oberflächenantrieb ausgelegt. Das in der Mitte am Bootskörper angebrachte Ruder wurde nur für die Marschfahrt benötigt. Man versprach sich von dem Oberflächenantrieb und dem verstellbaren Propeller eine höhere Effizienz und gute Lenkbarkeit bei geringster Fahrt durch die Veränderung des Drehmoments der einzelnen Propeller. Dieser Antrieb hat sich für Fahrten bei hochseeüblichem Wellengang nicht bewährt. Bei Wartungsarbeiten Anfang 2013 wurde der Antrieb auf einen konventionellen, getauchten Antrieb mit feststehenden 5-Blatt-Propellern und jeweils eigenem Ruder umgerüstet. Nach der Umrüstung konnte die Planetsolar ihren eigenen Rekord von 26 Tagen für die Atlantiküberquerung während ihrer Weltumrundung um 4 Tage unterbieten.
Die zwei Motoren leisten insgesamt 120 Kilowatt, womit eine Durchschnittsgeschwindigkeit von fünf Knoten (9 km/h) und eine Maximalgeschwindigkeit von 14 Knoten (26 km/h) erreicht wird. Zum Manövrieren im Hafen kommen zusätzlich zwei Querstromruder zum Einsatz.
Alles auf dem Schiff, außer einem Gasherd, wird mit Strom aus den Solarmodulen gespeist.
Der Name Tûranor wurde aus der Elbensprache des J. R. R. Tolkien abgeleitet und bedeutet Kraft der Sonne oder Sieg der Sonne.

## Weltumrundung
Mit dem Ziel, die emissionsfreie Solarenergie in den Blickpunkt der Weltöffentlichkeit zu stellen, brach die Tûranor PlanetSolar am 27. September 2010 von Monaco aus zur ersten Weltumrundung eines solargetriebenen Schiffes auf. Der Streckenverlauf wurde insgesamt in ständiger Nähe des Äquators gewählt, weil dort die Sonneneinstrahlung am intensivsten ist. Zwei Monate später erreichte die Tûranor PlanetSolar auf ihrer Expedition rund um die Erde den amerikanischen Kontinent und legte am 27. November 2010 im Hafen von Miami im US-Bundesstaat Florida an. Das darauf folgende Etappenziel war die Weltklima-Konferenz der UNFCCC in Cancún. Hier lieferte das Boot mit seiner Anwesenheit einen sichtbaren Beweis für eine effiziente und zukunftsgerichtete Nutzung von Solartechnologie zur Verbesserung des Klimas.

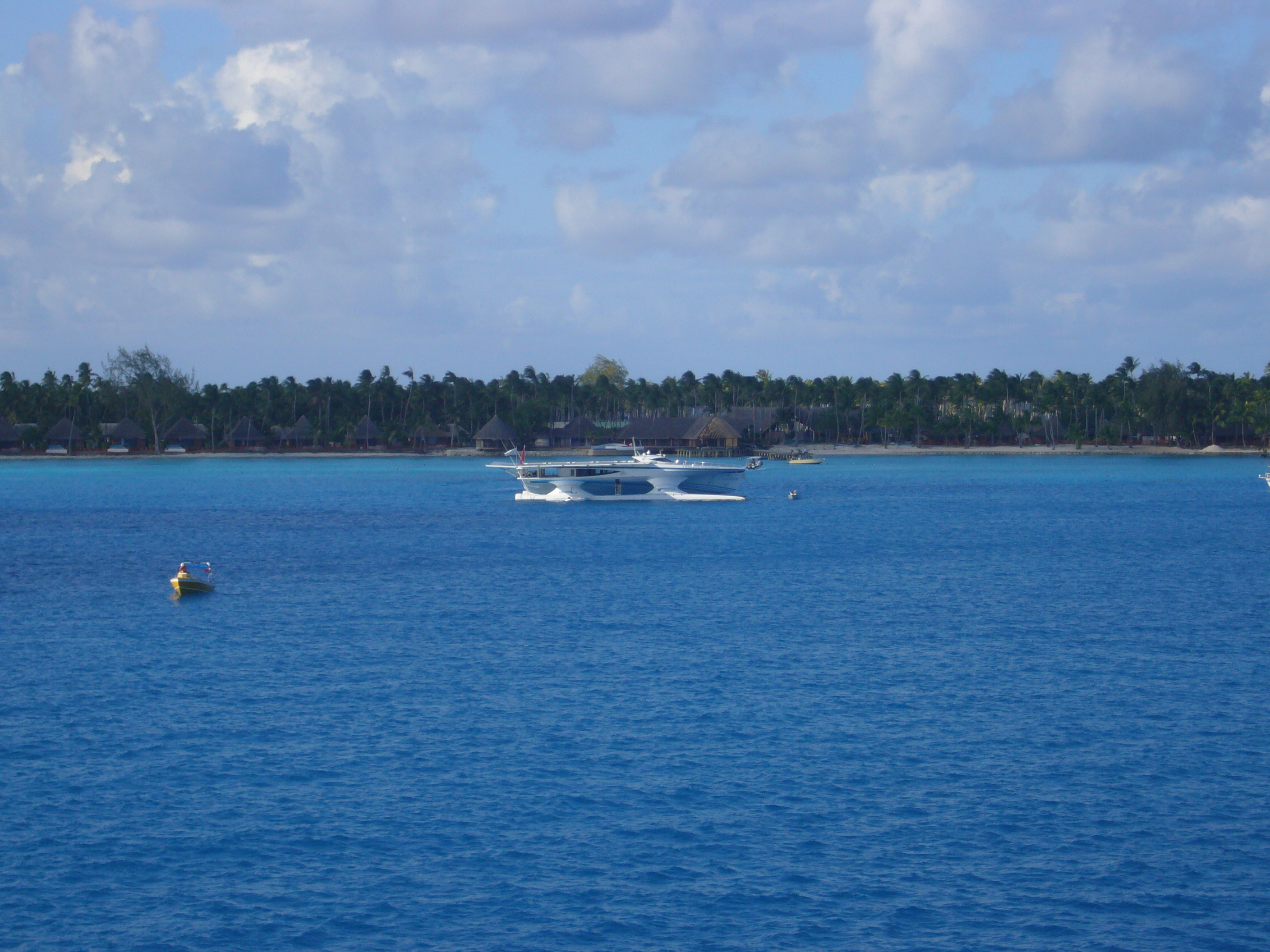
Tûranor PlanetSolar ankert im März 2011 in der Lagune vor Tiputa, Rangiroa

Als erstes Solarboot der Welt durchquerte die Tûranor PlanetSolar Mitte Januar 2011 den Panamakanal. Vor Antritt der großen Pazifiküberquerung stand noch ein Besuch der Galápagos-Inseln auf dem Programm, ermöglicht durch eine Kooperation mit dem WWF, der sich in enger Zusammenarbeit mit nationalen und lokalen Behörden, mit dem öffentlichen und privaten Sektor sowie mit der lokalen Bevölkerung seit über 40 Jahren für den Erhalt der Galápagos-Inseln einsetzt. Die Arbeit des WWF auf den Inseln zielt auf eine nachhaltige Entwicklung ab und sieht eine maximale Nutzung erneuerbarer Energien vor, insbesondere als wesentlichen Baustein für nachhaltige Formen von Tourismus. In diesem Zusammenhang zeichnet der Besuch der Tûranor PlanetSolar auf den Galápagos-Inseln ein konkretes Bild der technologischen Möglichkeiten, die es bereits heute im Bereich erneuerbarer Energien gibt.
Anfang April 2011 musste die Tûranor PlanetSolar bei Bora Bora wegen eines Schadens am Propellersystem die Weltumrundung für Reparaturarbeiten unterbrechen. Nach einem knapp zweiwöchigen Aufenthalt konnte die Weltumrundung in Richtung Tonga fortgesetzt werden. Ende Mai 2011 machte das Solarboot in Brisbane fest, nachdem es vorher auf der Etappe von Tonga nach Neukaledonien die „Mittellinie“ der Weltumrundung passiert hatte. In Brisbane wurde auch das weltweite Kinder- und Jugendprojekt PlanetSolar Relay for Hope aus der Taufe gehoben. Dabei können Kinder und Jugendliche weltweit ihren Wünschen und Ideen von einer solaren Zukunft Ausdruck verleihen.
Nachdem die Tûranor PlanetSolar im Januar 2012 Ehrengast beim World Future Energy Summit in Abu Dhabi gewesen war, musste der Golf von Aden durchquert werden. In diesem Gewässer wäre das Schiff eine leichte Beute für somalische Piraten gewesen, da es zu langsam war, um in einem Konvoi mitzufahren. Deshalb war in diesem Abschnitt ein Sicherheitsteam mit an Bord, das von Christophe Keckeis, dem ehemaligen Chef der Schweizer Armee, geleitet wurde.
Am 4. Mai 2012 lief der Katamaran nach 60.000 Kilometern Fahrt wieder in Monaco ein. Das Boot benötigte 584 Tage, 23 Stunden und 31 Minuten für die Weltumrundung.

## Rekorde
61 Tage nach der Abfahrt in Monaco erreichte die Tûranor PlanetSolar Miami, was mit 26 Tagen und 34 Minuten die schnellste Atlantiküberquerung eines Solarbootes war. Bisherige Rekordinhaberin war die Sun21 mit 26 Tagen, 19 Stunden und 10 Minuten.
Am 20. Februar 2011 meldete die Tûranor PlanetSolar einen weiteren Weltrekord. Mit 9.904 nautischen Meilen bzw. 18.342 km Entfernung vom Startpunkt Monaco hatte das zu diesem Zeitpunkt größte Solarboot der Welt die weiteste Strecke bewältigt, die je ein Fahrzeug mit Solarenergie zurückgelegt hat. Von 2004 bis zu diesem Tag war dieser Rekord vom Midnight Sun Solar Race Team gehalten worden, das mit einem Solarauto eine Strecke von 15.070 km durch Kanada und die Vereinigten Staaten von Amerika gefahren war.
2013 wurde von dem Schiff bei einer Atlantiküberquerung der eigene Rekord von der Weltumrundung 2010 bis 2012 eingestellt. Das Schiff bewältigte die Strecke von Gran Canaria nach St. Martin in 22 Tagen; bei der Weltumrundung hatte es für die Strecke noch 26 Tage benötigt.

## Technische Daten der elektrischen Komponenten
In den Schwimmern des Katamarans stecken 11,7 Tonnen schwere Lithium-Ionen-Akkumulatoren. Es sollen die größten Akkumulatoren in nichtmilitärischer Nutzung weltweit sein.
| Solarmodulfläche                  | 516 m²                         |
| Durchschnittsleistung der Motoren | 20 Kilowatt                    |
| Maximalleistung der Motoren       | 120 Kilowatt                   |
| Speicherkapazität der Akkus       | 1.130 kWh (2.910 Ah bei 388 V) |

## Bilder

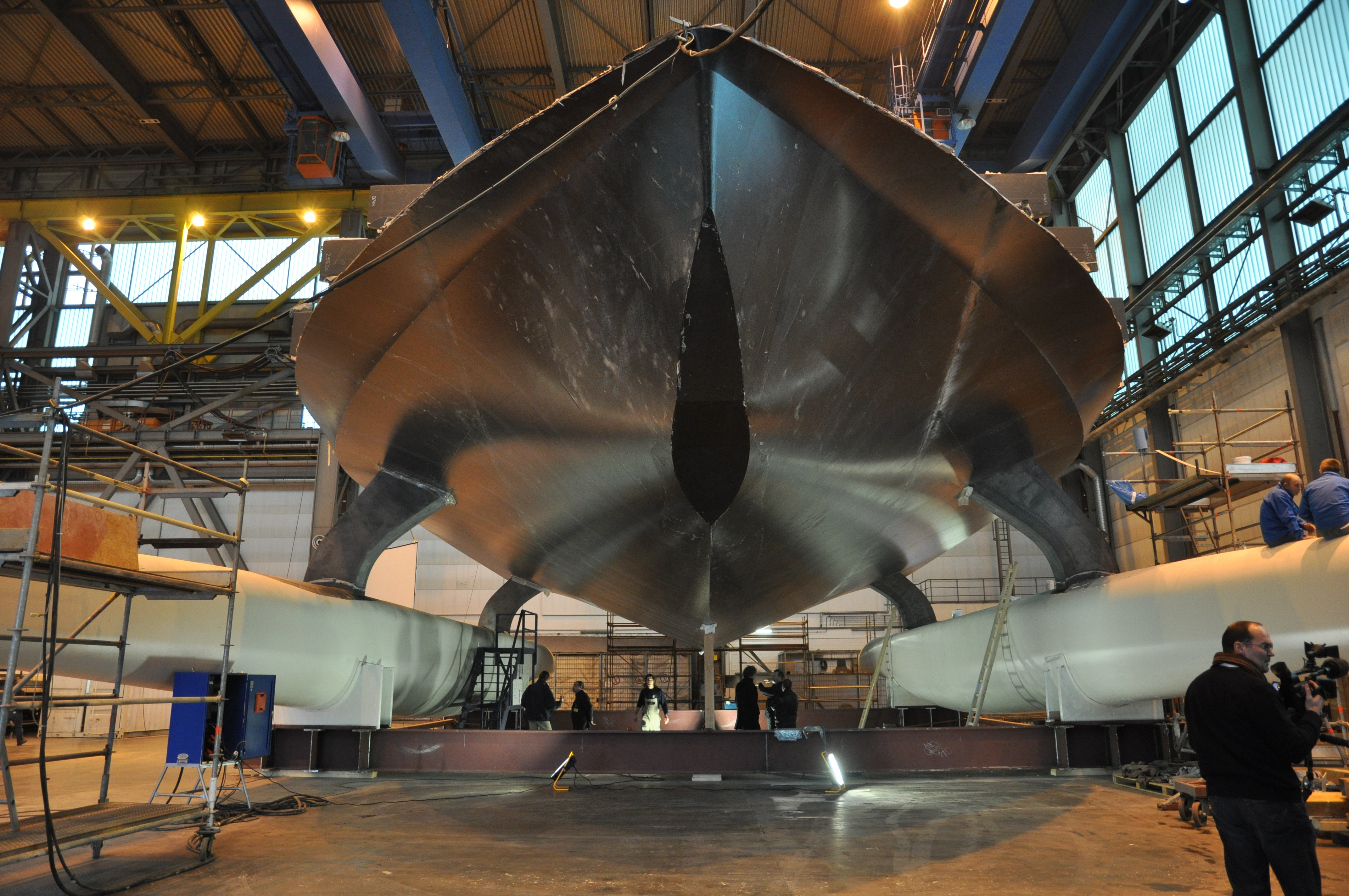
PlanetSolar während des Baus
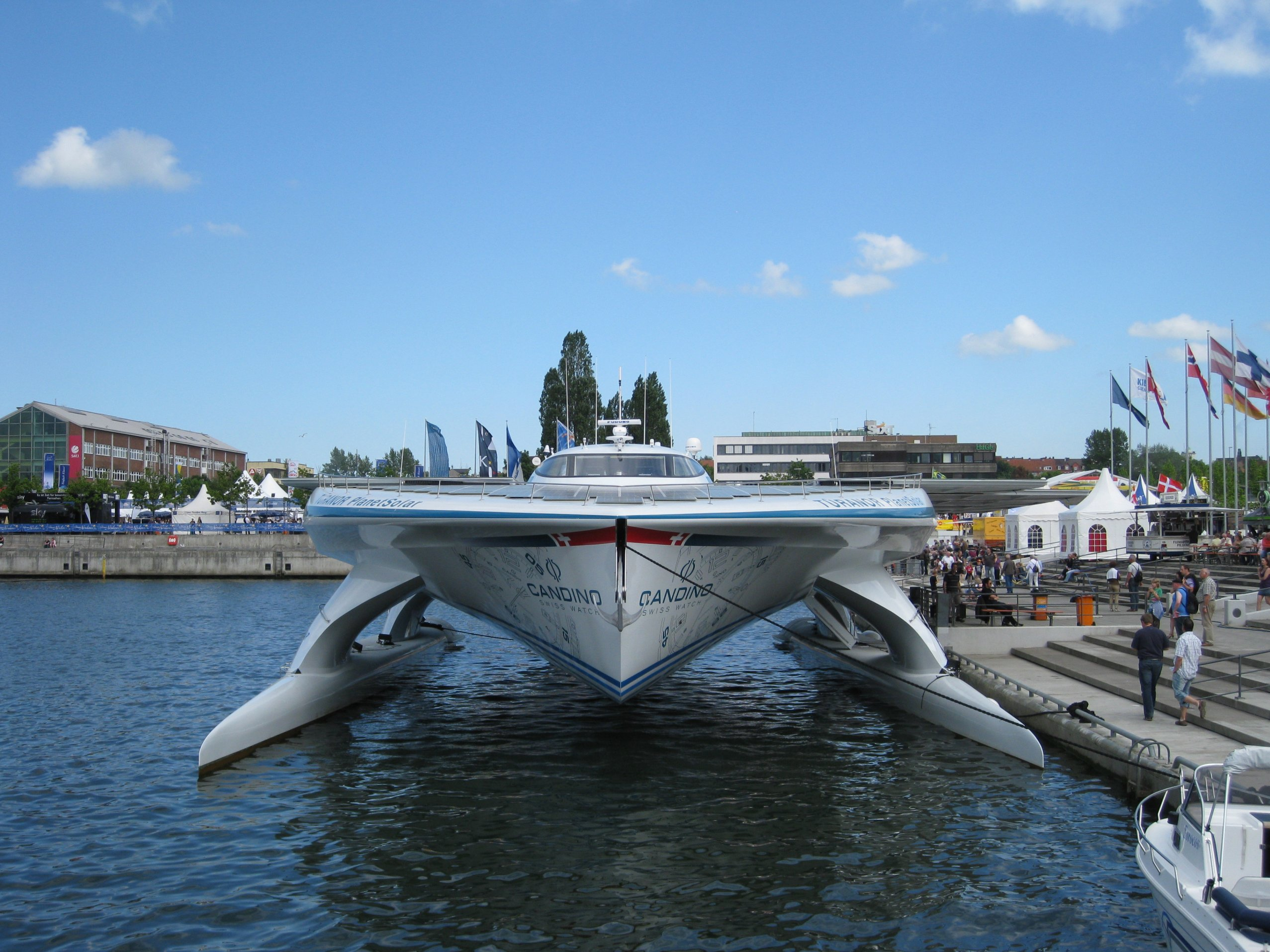
Frontansicht
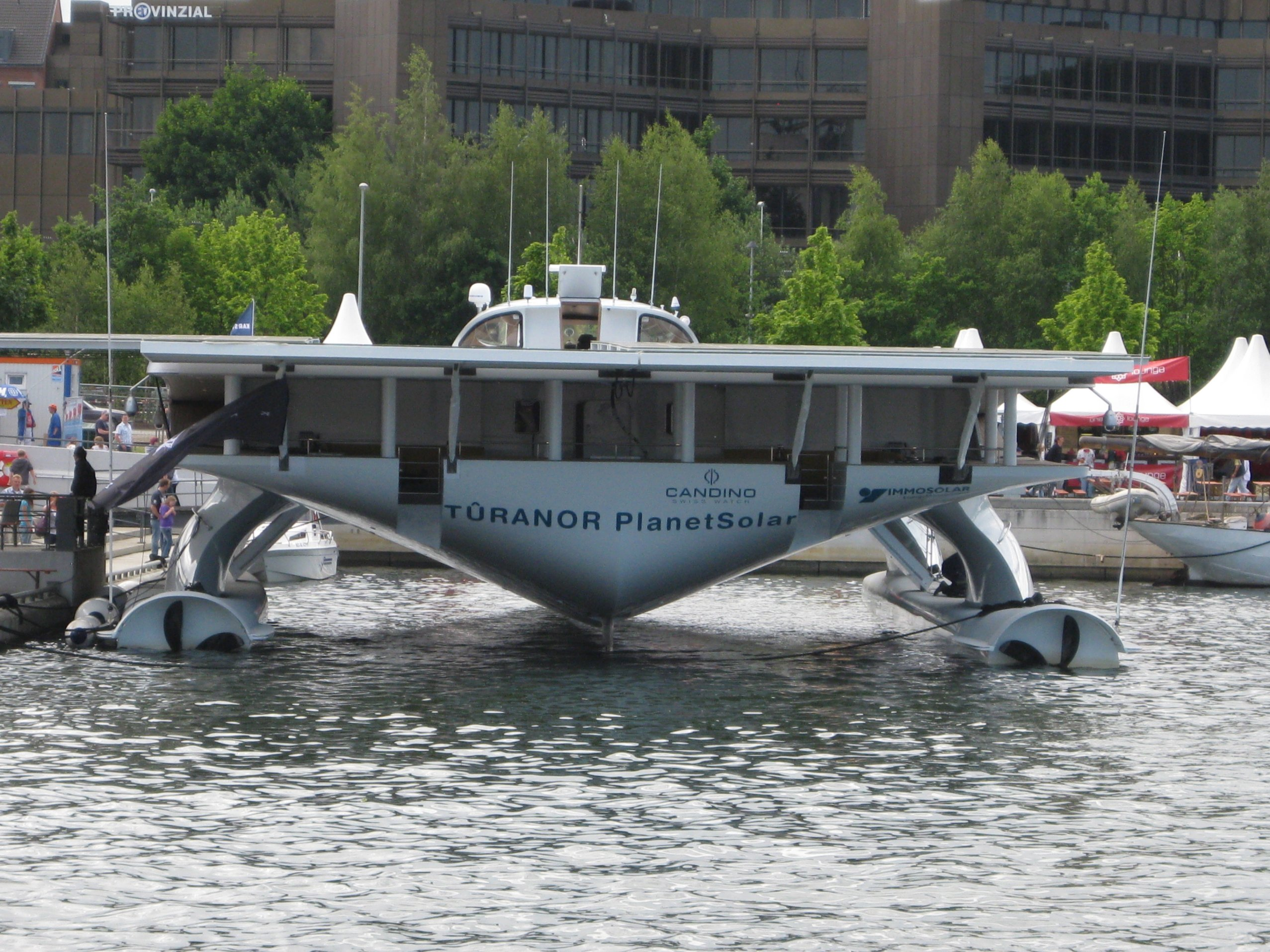
Heckansicht
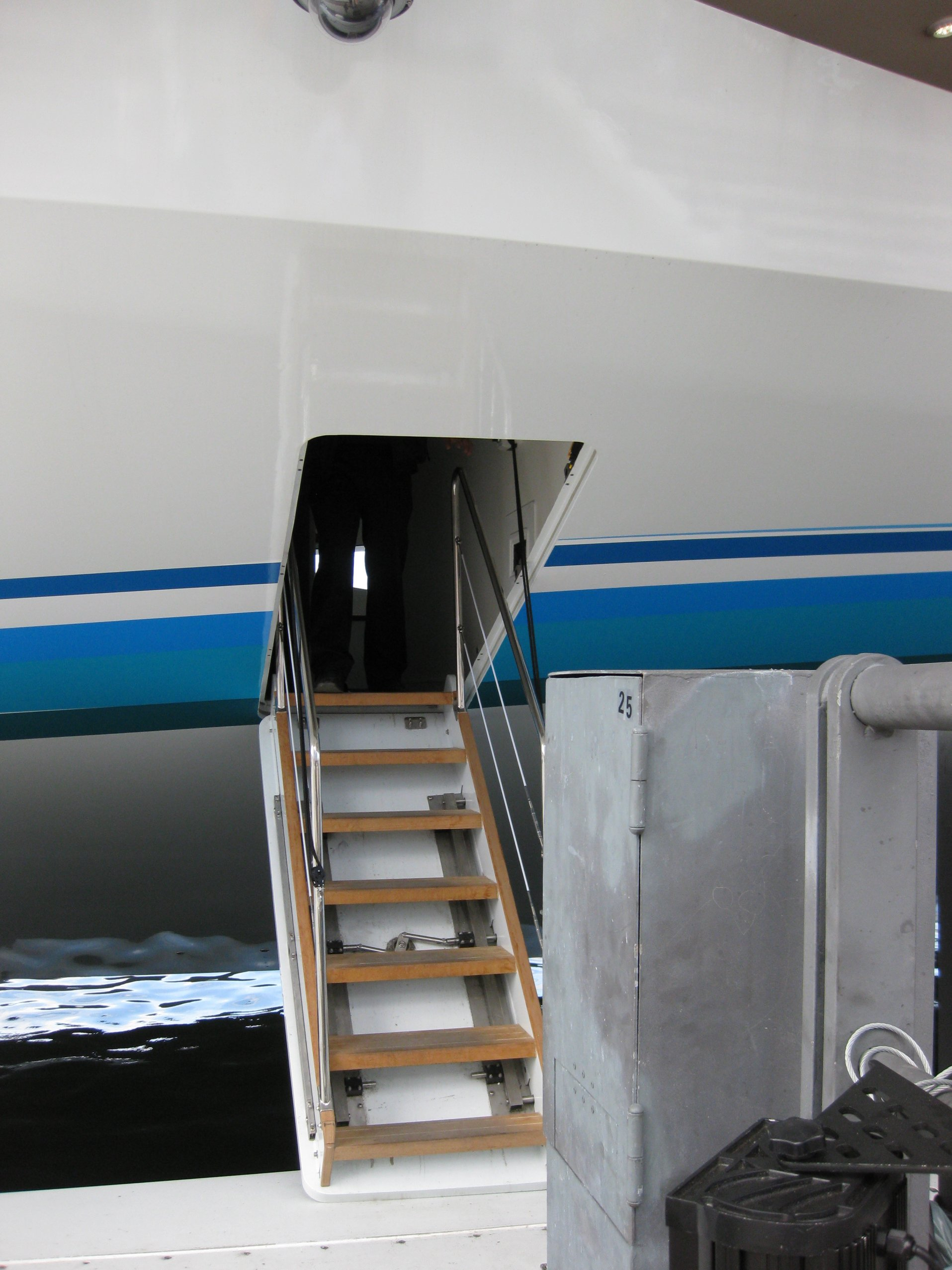
Gangway
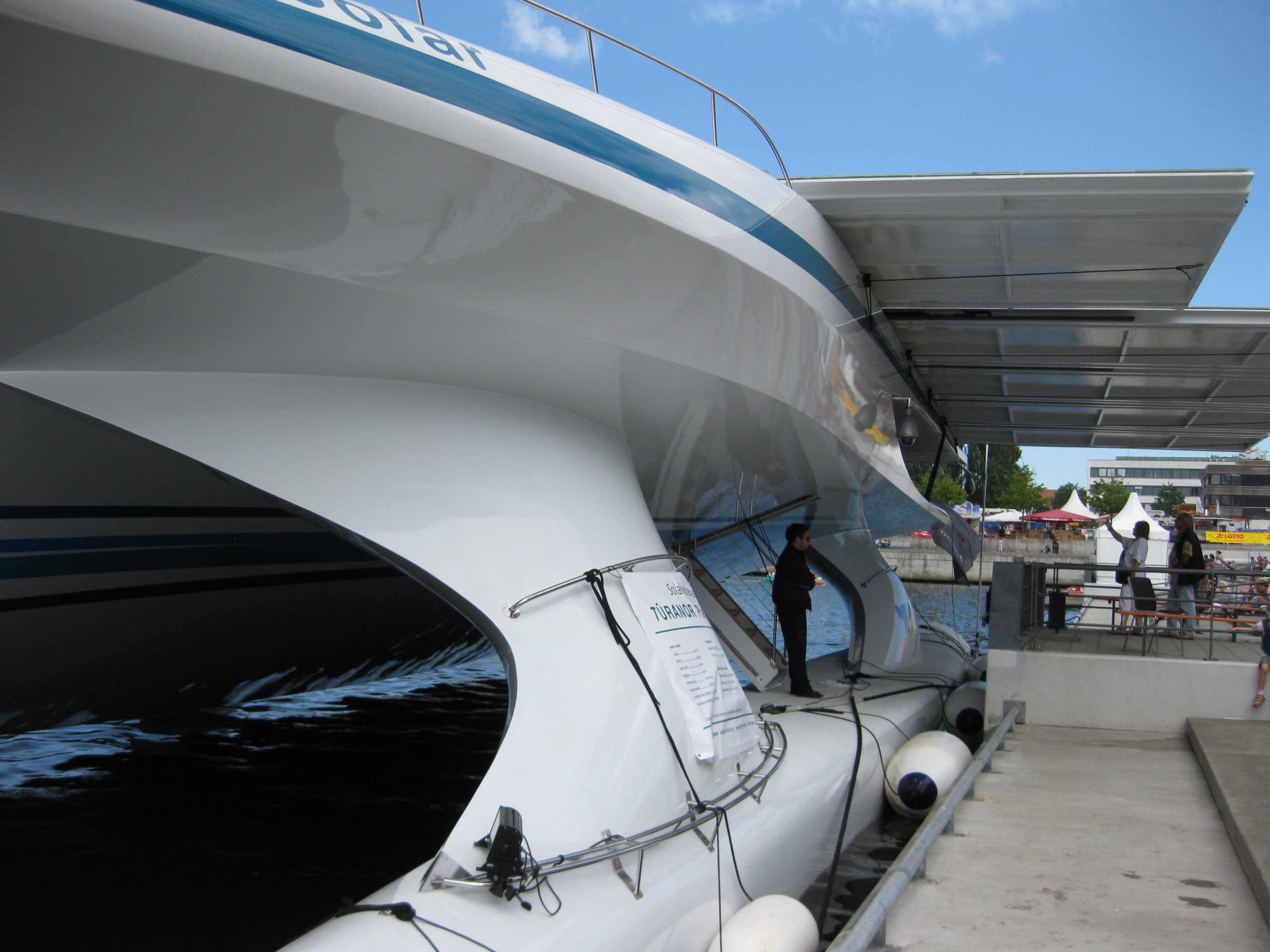
Ausgefahrene Solarpanels
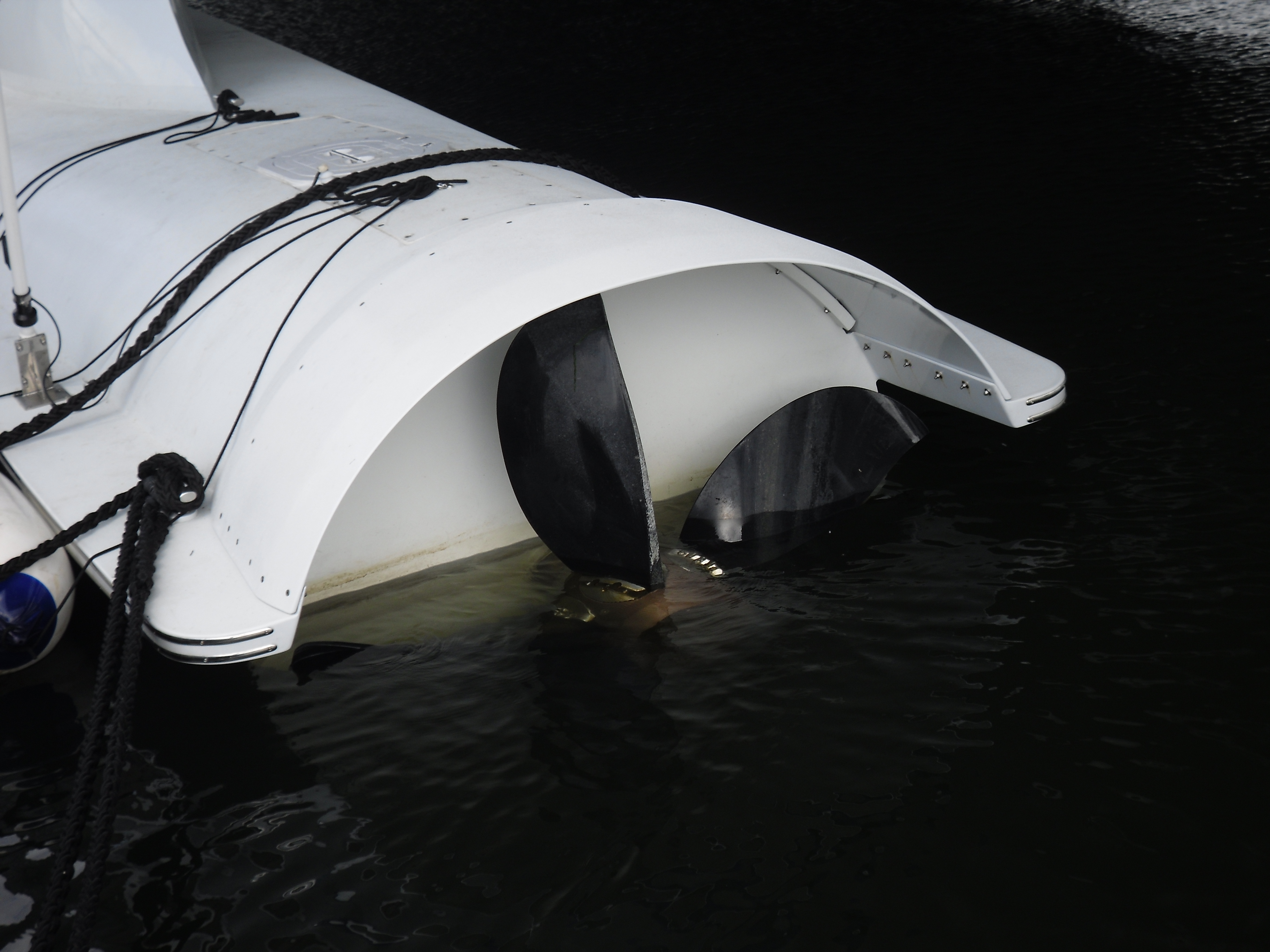
Propeller des früheren Oberflächenantriebs
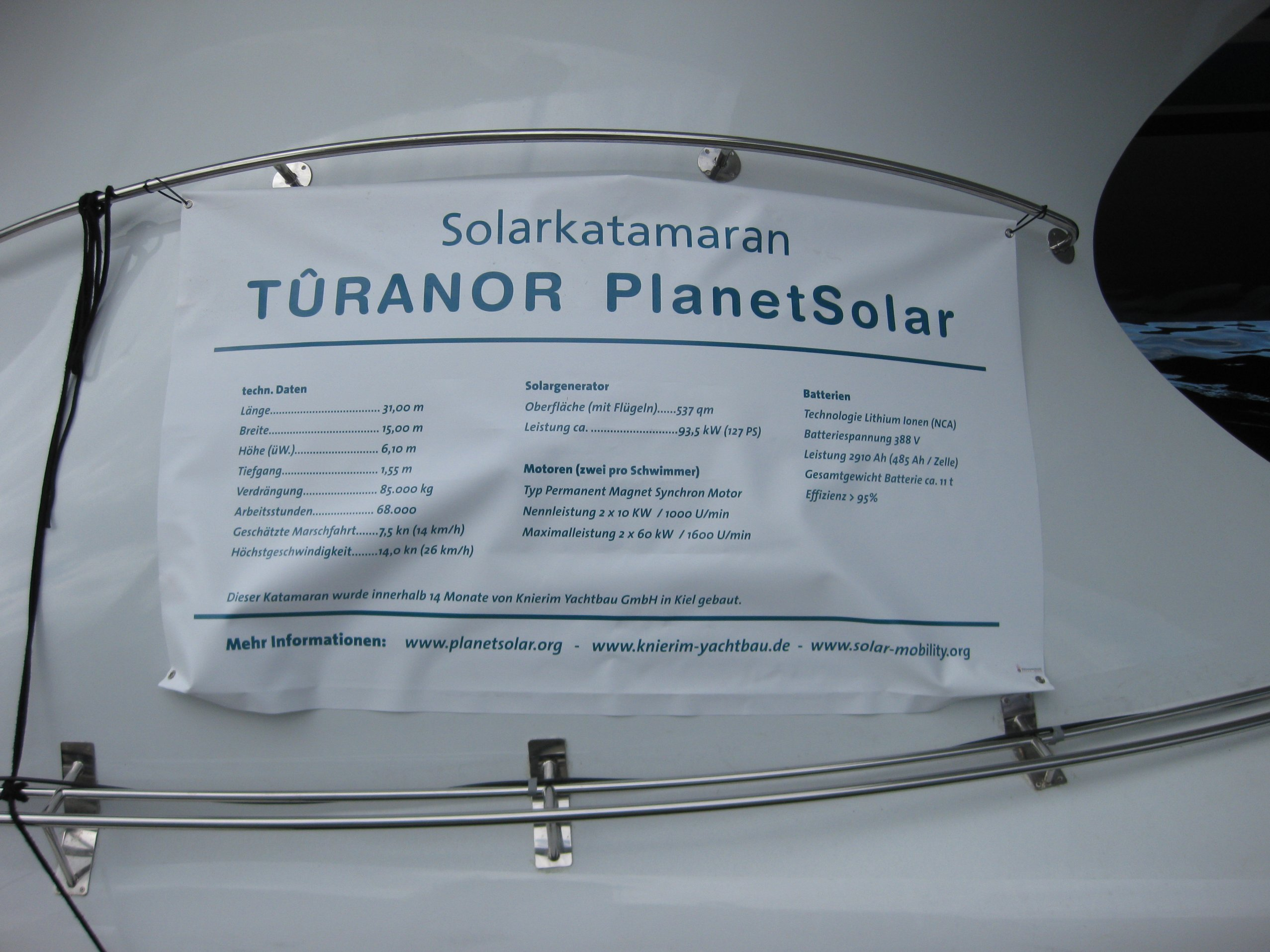
Offizielles Datenblatt